# Ryūtarō Morimoto
Ryūtarō Morimoto (森本 龍太郞 Morimoto Ryūtarō?,  Kanazawa, Prefectura de Ishikawa, 6 de abril de 1995) es un idol, cantante y actor japonés. Es principalmente conocido por haber sido miembro del grupo masculino Hey! Say! JUMP bajo el auspicio de Johnny & Associates, pero fue suspendido de este en junio de 2011 tras revelarse fotografías en las que Morimoto aparece fumando siendo menor de edad, lo que eventualmente condujo a su retiro del grupo en 2012. En 2016, Morimoto regresó a la industria del entretenimiento como cantante y productor del grupo de cinco miembros, Zero.

## Biografía

### Primeros años
Morimoto nació el 6 de abril de 1995 en la ciudad de Kanazawa, Ishikawa, pero fue criado en la prefectura de Kanagawa. Tiene un hermano menor, Shintarō (n. 1997), y una hermana menor, Natsune (n. 1999). Shintarō también pertenece a Johnny's, siendo actualmente miembro del grupo SixTONES. En 2004, Morimoto audicionó para unirse a Johnny & Associates y su cinta de audición fue transmitida en el programa de variedades de Ya-Ya-yah el 12 de agosto de 2004, junto con la de su futuro compañero de banda, Ryōsuke Yamada. Fue aceptado en la agencia como aprendiz.

### 2007-12: Hey! Say! JUMP
En 2007, Morimoto se convirtió en miembro del grupo masculino Hey! Say! JUMP, el cual debutó el 21 de septiembre del mismo año. También se convirtió en parte del subgrupo Hey! Say! 7, que consistía en los cinco miembros más jóvenes del grupo.
El 28 de junio de 2011, la revista de entretenimiento Shunkan Josei publicó un artículo en el cual se mostraba a Morimoto fumando en varias imágenes; la primera de las cuales databa de enero de 2010, cuando Morimoto tenía catorce años y la segunda a la edad de quince, en mayo de 2010. Cuando le preguntaron por las fotografías, Morimoto dijo que "estaba bien" y que "no era la gran cosa". Johnny's Entertainment emitió rápidamente una disculpa pública y suspendió todas las actividades de Morimoto indefinidamente. Tras la eliminación del perfil de Morimoto del sitio web oficial de Johnny & Associates en 2012, el propio Johnny Kitagawa negó cualquier posibilidad de que volviera al grupo o a la agencia, afirmando que Morimoto deseaba centrarse en sus estudios.

### 2016-presente: Zero
En 2016, Morimoto abrió un blog en Line anunciando su regreso a la industria del entretenimiento como cantante y productor del grupo Zero.

## Vida personal
El 16 de junio de 2009, Morimoto fue abordado en la estación de tren de camino a casa y amenazado con un cuchillo por un fan que le había estado acosando en los días previos. Morimoto intentó contactar a sus padres, lo que provocó que su teléfono le fuera quitado y el hombre huyera. El sospechoso fue arrestado a la mañana siguiente por la policía de Kanagawa luego de que se localizara el teléfono robado.

## Filmografía

### Dramas
- Juken no Kamisama (NTV, 2007)

### Videos musicales
- Seishun Amigo (Shuji to Akira) (2005)
- Fever to Future (GYM) (2005)